# Переход Березинского — Костерлица — Таулеса
Переход Костерлица — Таулеса или переход Березинского — Костерлица — Таулеса (БКТ-переход) или топологический фазовый переход — фазовый переход в двумерной XY-модели. Это переход из состояния связанных пар вихрь-антивихрь при низких температурах в состояние с неспаренными вихрями и антивихрями при некоторой критической температуре. Переход назван в честь занимающихся конденсированными средами физиков Вадима Львовича Березинского, Джона М. Костерлица и Дэвида Дж. Таулеса. БКТ-переходы можно наблюдать в некоторых двумерных системах в физике конденсированных сред, которые аппроксимируются с помощью XY-модели (топологическая фаза материи), в том числе в массиве джозефсоновских контактов и в тонких сверхпроводящих гранулированных плёнках. Этот термин также используется как название пиннинга куперовских пар в изолирующем режиме из-за сходства с обычным вихревым БКТ-переходом.

## XY модель
XY-модель — двумерная векторная спиновая модель, которая обладает симметрией U(1). Для этой системы не ожидается наличия нормального фазового перехода второго порядка. Это объясняется тем, что ожидаемая упорядоченная фаза системы разрушается поперечными колебаниями, то есть голдстоуновскими модами (см. Голдстоуна бозон), связанными с нарушением этой непрерывной симметрии, которые логарифмически расходятся с увеличением размера системы.
Это частный случай теоремы Мермина — Вагнера для спиновых систем.
Строго этот переход до конца не исследован, но существование двух фаз подтвердили МакБрайан и Спенсер (1977) и Фрёлих и Спенсер (1981).

## БКТ-переход: неупорядоченные фазы с различными корреляциями
В XY-модели в двух измерениях фазовый переход второго порядка не наблюдается. Однако существует низкотемпературная квази-упорядоченная фаза с корреляционной функцией (см. статистическая механика), которая уменьшается с расстоянием по степенному закону и зависит от температуры. Переход от высокотемпературной неупорядоченной фазы с экспоненциальной корреляцией к этой низкотемпературной квази-упорядоченной фазе называется БКТ-переходом.
Это фазовый переход бесконечного порядка.

## Роль вихрей
В двумерной XY-модели вихри являются топологически стабильными конфигурациями. Установлено, что высокотемпературная неупорядоченная фаза с экспоненциальной корреляцией обусловлена образованием вихрей. Вихреобразование становится термодинамически выгодным при критической температуре {\displaystyle T_{c}} БКТ-перехода. При температуре ниже этой корреляция имеет вид степенного закона.
Во многих системах с БКТ-переходами происходит распад связанных антипараллельных вихревых пар, называемых парами вихрь-антивихрь, в несвязанные вихри, а не вихреобразование. В таких системах тепловая генерация вихрей происходит с четным числом вихрей противоположного знака. Связанные пары вихрь-антивихрь обладают меньшей энергией и энтропией, чем несвязанные вихри. В целях минимизации свободной энергии {\displaystyle F=E-TS} система претерпевает переход при критической температуре {\displaystyle T_{c}}. Ниже {\displaystyle T_{c}} есть только связанные пары вихрь-антивихрь. Выше {\displaystyle T_{c}} наблюдаются свободные вихри.

## Неформальное описание
Существует элегантное термодинамическое описание БКТ-перехода. Энергия одиночного вихря имеет вид {\displaystyle \kappa \ln(R/a)}, где {\displaystyle \kappa } — параметр, зависящий от системы, в которой находится вихрь, {\displaystyle R} — размер системы, а {\displaystyle a} — радиус вихревого ядра. Предполагается что {\displaystyle R\gg a}. Число возможных позиций любого вихря в системе — примерно {\displaystyle (R/a)^{2}}. Согласно закону Больцмана, энтропия равняется {\displaystyle S=2k_{B}\ln(R/a)}, где {\displaystyle k_{B}} — постоянная Больцмана. Таким образом, свободная энергия Гельмгольца равна
{\displaystyle F=E-TS=(\kappa -2k_{B}T)\ln(R/a).}
При {\displaystyle F>0} система не будет иметь вихрей. Однако если {\displaystyle F<0}, то это условие является достаточным для существования вихрей. Определим температуру перехода для {\displaystyle F=0}. Критическая температура {\displaystyle T_{c}}
{\displaystyle T_{c}={\frac {\kappa }{2k_{B}}}.}
Вихри могут образовываться выше этой критической температуры, но не ниже. БКТ-переход можно наблюдать экспериментально в двумерном массиве джозефсоновских переходов, измерив ток и напряжение. Выше {\displaystyle T_{c}} связь будет линейной {\displaystyle V\sim I}. Чуть ниже {\displaystyle T_{c}} связь напряжения и тока примет вид {\displaystyle V\sim I^{3}}, в то время как число свободных вихрей будет расти как {\displaystyle I^{2}}. Этот скачок от линейной зависимости к кубической свидетельствует о БКТ-переходе и может использоваться, чтобы определить {\displaystyle T_{c}}. Этот подход был использован в статье Резника и соавторов для подтверждения БКТ-перехода в массиве связанных благодаря эффекту близости джозефсоновских контактов.

## Строгий анализ
Пусть на плоскости задано поле φ, которое принимает значения в S1. Для удобства мы работаем с его универсальным покрытием R, отождествляя любые два значения φ(х), которые отличаются на целое число, умноженное на 2π.
Энергия даётся выражением
{\displaystyle E=\int {\frac {1}{2}}\nabla \phi \cdot \nabla \phi \,d^{2}x.}
Больцмановский множитель равен exp(−βE).
Если мы возьмём контурный интеграл {\displaystyle \oint _{\gamma }d\phi } по любому замкнутому контуру γ, мы могли бы ожидать, что он будет нулевым, если кривая γ стягиваемая, поскольку это ожидается от плоской кривой. Но тут есть особенность. Предположим, что XY-теория имеет УФ-предел, который требует некоторого ограничения УФ. Тогда имеются проколы в плоскости, так что если γ — это замкнутый путь, который только единожды обходит вокруг прокола, то значение {\displaystyle \oint _{\gamma }d\phi } может быть только целым числом, умноженным на 2π. Эти проколы называются вихрями, и если γ — замкнутый контур, который обходит только один раз против часовой стрелки вокруг прокола, и его порядок любого другого прокола относительно этой кривой равен нулю, то вихрю могут быть приписаны целочисленные кратности. Допустим, конфигурация поля имеет N проколов в точках xi, i = 1, …, n с кратностями ni. Тогда φ распадается на сумму конфигурации поля без проколов φ0 и {\displaystyle \sum _{i=1}^{n}n_{i}\arg(z-z_{i})}, где мы для удобства перешли к комплексным координатам на плоскости. Последнее слагаемое имеет ветвления, но поскольку φ определена только по модулю 2π, они нефизичны.
Далее,
{\displaystyle E=\int {\frac {1}{2}}\nabla \phi _{0}\cdot \nabla \phi _{0}d^{2}x+\int {\frac {1}{2}}\nabla \sum _{i=1}^{n}n_{i}\arg(z-z_{i})\cdot \nabla \sum _{j=1}^{n}n_{j}\arg(z-z_{j})d^{2}x.}
Если {\displaystyle \sum _{i=1}^{n}n_{i}\neq 0}, то второе слагаемое положительно и бесконечно, поэтому конфигурации с несбалансированным числом вихрей никогда не наблюдаются.
Если {\displaystyle \sum _{i=1}^{n}n_{i}=0}, то второе слагаемое равно {\displaystyle \sum _{1\leqslant i<j\leqslant n}-2\pi n_{i}n_{j}\ln(|x_{j}-x_{i}|/L)}.
Это точная формула для энергии кулоновского газа; масштаб L ничего не вносит, кроме постоянного вклада.
Рассмотрим случай с только одним вихрем кратности 1 и одним вихрем кратности −1. При низких температурах, то есть при больших β, пара вихрь-антивихрь имеет тенденцию быть чрезвычайно близко друг к другу. Их разделение потребовало бы энергии порядка энергии УФ-обрезания. При большем количестве пар вихрь-антивихрь получаем набор диполей вихрь-антивихрь. При больших температурах, то есть малых β, мы имеем плазму, состоящую из вихрей и антивихрей. Фазовый переход между этими состояниями и называется БКТ-переходом.

## Книги
- J.V. Jose, 40 Years of Berezinskii-Kosterlitz-Thouless Theory, World Scientific, 2013, ISBN 978-981-4417-65-5
- H. Kleinert, Gauge Fields in Condensed Matter, Vol. I, « SUPERFLOW AND VORTEX LINES», pp. 1–742, World Scientific (Singapore, 1989); Paperback ISBN 9971-5-0210-0  (also available online: Vol.I. Read pp. 618—688);
- H. Kleinert, Multivalued Fields in Condensed Matter, Electrodynamics, and Gravitation, World Scientific (Singapore, 2008) (also available online: here)